# Consell Assessor per a la Transició Nacional
El Consell Assessor per a la Transició Nacional (CATN) va ser un òrgan creat per la Generalitat de Catalunya el 2013, segons Decret 113/2013, de 12 de febrer, per tal d'assessorar la Generalitat en el procés de transició nacional de Catalunya i l'assoliment d'un referèndum sobre la independència de Catalunya. Era presidit per Carles Viver i Pi-Sunyer. La tasca principal d'aquest òrgan era analitzar els diferents factors a tenir en compte en el procés de transició de Catalunya vers un estat independent.
El CATN elaborà un total de 19 informes que foren publicats de forma individual. Els 18 primers informes es van presentar de forma conjunta en el Llibre blanc de la Transició Nacional de Catalunya el 29 de setembre de 2014. Va ser suprimit el 27 d'octubre de 2017 pel govern d'Espanya després de l'aplicació de l'article 155 de la Constitució espanyola.

## Història
El Consell Assessor per a la Transició Nacional fou creat el 12 de febrer de 2013 per la Generalitat de Catalunya.
El 19 d'abril de 2013 la vicepresidenta del Govern d'Espanya, Soraya Sáenz de Santamaría, va anunciar que el Cos Superior d'Advocats de l'Estat tenia previst portar el Consell Assessor per a la Transició Nacional davant del Tribunal Constitucional d'Espanya.
El 25 de juliol de 2013 el CATN lliurà al Govern el seu primer informe amb el títol La consulta sobre el futur polític de Catalunya.

## Funcions
- Analitzar i identificar totes les alternatives jurídiques disponibles sobre el procés de transició nacional.[1]
- Assessorar el Govern sobre la identificació de les estructures estratègiques per al funcionament futur del Govern i de les institucions catalanes, i optimitzar-ne els recursos disponibles.
- Proposar actuacions i impulsar la difusió del procés de transició nacional entre la comunitat internacional i identificar-ne suports.
- Assessorar el Govern per desplegar les relacions institucionals a Catalunya per tal de garantir el conjunt del procés.

## Composició
Segons el Govern català, formen part d'aquest consell «persones de reconegut prestigi en diferents disciplines i que estan disposades a aportar la seva expertesa, qualificació i prestigi personal, amb l'objectiu que, tal com estableix el decret de creació d'aquest òrgan, es puguin identificar i impulsar estructures d'estat, i tots els aspectes necessaris per dur a terme la consulta sobre el futur estatus polític de Catalunya»:
- Carles Viver i Pi-Sunyer, president. Catedràtic de Dret de la Universitat Pompeu Fabra.
- Núria Bosch i Roca, vicepresidenta. Catedràtica d'Hisenda Pública de la Universitat de Barcelona.
- Enoch Albertí i Rovira, catedràtic de Dret Constitucional de la Universitat de Barcelona.
- Germà Bel i Queralt, catedràtic d'Economia de la Universitat de Barcelona.
- Carles Boix i Serra, catedràtic de Ciència Política de la Universitat de Princeton (EUA).
- Salvador Cardús i Ros, doctor en Ciències Econòmiques i professor de Sociologia de la Universitat Autònoma de Barcelona.
- Àngel Castiñeira i Fernández, director de la Càtedra Lideratges i Governança Democràtica de l'Escola Superior d'Administració i Direcció d'Empreses.
- Francina Esteve i Garcia, professora titular de Dret Internacional de la Universitat de Girona.
- Joan Font i Fabregó, empresari.
- Rafael Grasa i Hernández, professor de Relacions Internacionals de la Universitat Autònoma de Barcelona.
- Pilar Rahola i Martínez, llicenciada en filologia i escriptora.
- Josep Maria Reniu i Vilamala, professor de Ciència Política de la Universitat de Barcelona.
- Ferran Requejo i Coll, catedràtic de Ciència Política de la Universitat Pompeu Fabra.
- Joan Vintró i Castells, catedràtic de Dret Constitucional de la Universitat de Barcelona.
- Víctor Cullell i Comellas, secretari. Llicenciat en Ciències Polítiques per la Universitat de Barcelona i director general d'Anàlisi i Prospectiva de la Generalitat de Catalunya.

## Informes
El CATN ha elaborat un total de 18 informes amb informació sobre els diferents aspectes a tenir en compte en el procés de transició de Catalunya cap a un estat independent.

### Juliol 2013
- La consulta sobre el futur polític de Catalunya[11]

### Desembre 2013
- L'administració tributària de Catalunya[12]
- Les relacions de cooperació entre Catalunya i l'Estat espanyol[13]
- Internacionalització de la consulta i del procés d'autodeterminació de Catalunya[14]
- Les tecnologies de la informació i de la comunicació a Catalunya[15]

### Abril 2014
- Les vies d'integració de Catalunya a la Unió Europea[16]

### Juliol 2014
- La distribució d'actius i passius[17]
- Política monetària (Euro), Banc Central i supervisió del sistema financer[18]
- L'abastament d'aigua i d'energia[19]
- El procés constituent[20]
- Les relacions comercials entre Catalunya i Espanya[21]
- Autoritats reguladores i de la competència i estructures administratives exigides per la Unió Europea[22]
- La integració a la comunitat internacional[23]
- El poder judicial i l'Administració de justícia[24]
- La Seguretat Social catalana[25]
- La successió d'ordenaments i Administracions[26]
- La seguretat interna i internacional de Catalunya[27]
- La viabilitat fiscal i financera d'una Catalunya independent[28]